# Stéphane St Onge
Stéphane St-Onge es el Comandante en Jefe del Escuadrón 438 de Helicópteros Tácticos de la Real Fuerza Aérea Canadiense. Es conocido por liderar desde 2020 uno de los escuadrones más importantes de la RFAC tanto a nivel táctico como histórico ya que El Escuadrón 438 jugó un papel clave durante los sucesos de la Segunda Guerra Mundial y más recientemente ha sido parte de las misiones de la OTAN tanto en Afganistán como en Irak.

## Carrera Militar
El Teniente Coronel Stéphane St-Onge ha sido parte del Escuadrón 438 desde 2001 hasta 2017 cuando era Mayor de la Real Fuerza Aérea Canadiense. Desde el 7 de julio de 2020 es el Comandante en Jefe del Escuadrón 438 de Helicópteros Tácticos “Ciudad de Montreal”. Su designación como Comandante en Jefe vino luego de dos años de gestión del Coronel Martin Houle quien lideró la misión de la OTAN del escuadrón en Irak por un periodo de 13 meses y guio la participación del Escuadrón en la Operación Lentus en 2019. St-Onge había sido Comandante interino bajo la ausencia de Houle en 2019. En 2014 fue el presidente honorario de la escuadrilla de vuelo del 438.
Stéphane St Onge es el primer comandante en Jefe canadiense de la 438, cuya ceremonia de transferencia de mandos se tuvo que realizar de forma íntima, debido a que la pandemia de COVID-19 impidió que se realizara un desfile oficial. Por otra parte el tradicional show de música del Escuadrón 438 se redujo sólo a cinco músicos. Únicamente participaron algunos altos dignatarios de la Real Fuerza Aérea Canadiense y las familias de Martin Houle y Stéphane St Onge.

## Insignia especializada de Artilleros de Puerta
Stephane St-Onge cumplía funciones de Comandante interino del Escuadrón 438 durante mayo de 2019, cuando el comandante de la Real Fuerza Aérea Canadiense los visitó en el Hangar Molson. Ahí les hizo entrega de dieciséis insignias “d’ailes” para destacar cualificaciones exigentes en el equipo que se destacó en un campo esencialmente peligroso.

## Publicaciones
En 2020 cuando aún era Mayor de la Real Fuerza Aérea Canadiense, Stéphane St Onge publicó el ensayo titulado “La fatiga en la aviación militar canadiense: cómo gestionarla mejor en las operaciones”. En éste habla de los riesgos de la fatiga en las operaciones militares de aviación incluyendo las ventajas tácticas que se le puede dar a un enemigo. St-Onge también aborda las causas de los problemas incluyendo la falta de sueño debido a los cambios de turnos constantes o operaciones de 24 horas o más. El teniente coronel dejó una serie de pautas para tomar decisiones más sensatas en el liderazgo militar.